# Liste de points extrêmes du Japon
 (septembre 2016).
Si vous disposez d'ouvrages ou d'articles de référence ou si vous connaissez des sites web de qualité traitant du thème abordé ici, merci de compléter l'article en donnant les références utiles à sa vérifiabilité et en les liant à la section « Notes et références ».

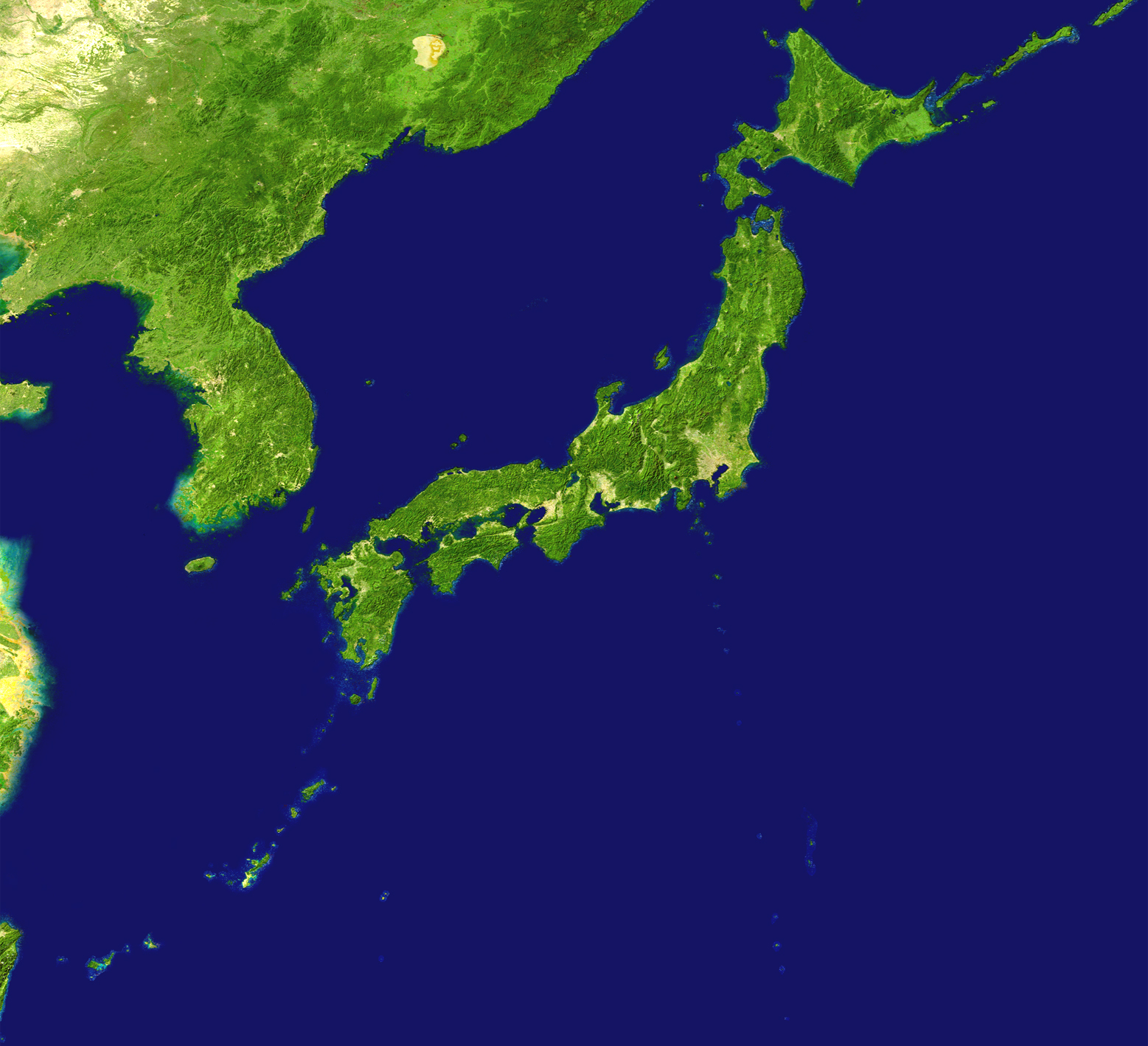
Photo satellite de l'ensemble des îles japonaises

Voici une liste de points extrêmes du Japon.

## Latitude et longitude

### Îles principales
Ces données concernent les quatre îles principales de l'archipel japonais : Hokkaidō, Honshū, Shikoku et Kyūshū.
- Nord : Cap Sōya, Hokkaidō (45° 31′ 22″ N, 141° 56′ 11″ E)
- Sud : Cap Sata, Kagoshima (30° 59′ 39″ N, 130° 39′ 38″ E)
- Ouest : Parc Kōzakihana, Nagasaki (33° 13′ 04″ N, 129° 33′ 09″ E)
- Est : Cap Nosappu, Hokkaidō (43° 23′ 06″ N, 145° 49′ 03″ E)

### Totalité du territoire
- Nord : Benten-jima, au large de Hokkaidō (45° 31′ 38,41″ N, 141° 55′ 05,56″ E)[1]
- Sud : Okinotorishima, archipel d'Ogasawara, Tokyo (20° 25′ 31″ N, 136° 04′ 11″ E)
- Ouest : Cap Irizaki, Yonaguni-jima, îles Yaeyama, Okinawa (24° 26′ 58″ N, 122° 56′ 01″ E)
- Est : Minami tori-shima ou île Marcus, archipel d'Ogasawara, Tokyo (24° 16′ 59″ N, 153° 59′ 11″ E)

## Altitude
- Maximale : mont Fuji, 3 776 m
- Minimale : lagon Hachirō, - 8 m